# Pieve di Bono
Pieve di Bono (La Piev da Bon in dialetto locale) è stato un comune italiano di 1 285 abitanti della provincia di Trento, situato nella valle del Chiese, nella parte sud-occidentale della provincia.  Si trattava di un comune sparso in quanto sede comunale era la frazione Creto. Il comune è confluito nel nuovo comune di Pieve di Bono-Prezzo.

## Storia
Pieve di Bono fu una delle Sette Pievi delle Giudicarie. La principale attività unitaria delle Sette Pievi delle Giudicarie consisteva nel rapportarsi unitariamente nei confronti del Principe Vescovo di Trento e nella suddivisione dell'utilizzo dei pascoli montani e dei boschi. Le pievi rappresentavano le chiese più importanti e sottoposte alla loro giurisdizione erano le curazie dei paesi vicini.
Il comune venne istituito nel 1928 in seguito all'aggregazione di territori dei soppressi comuni di Agrone, Bersone, Cologna in Giudicarie, Creto, Daone, Por, Praso, Prezzo e Strada; nel 1952 vengono distaccati territori per la ricostituzione dei comuni di Bersone, Daone, Praso e Prezzo; nel 2016 il comune viene soppresso e i suoi territori aggregati a Pieve di Bono-Prezzo.

### Simboli
Lo stemma e il gonfalone erano stati concessi con regio decreto del 14 novembre 1935 trascritto nei registri della Consulta Araldica il 16 dicembre 1937.
Stemma
(R.D. 14 novembre 1935.)
Il castello raffigurato sullo scudo è il Castel Romano di Pieve di Bono.
Gonfalone
Il gonfalone era un drappo partito di rosso e di azzurro.

## Società

### Evoluzione demografica
Abitanti censiti